# Nikolaus von Gersdorf
Nicolaus von Gesdorf (ur. 9 czerwca 1629, zm. 23 sierpnia 1702 w Dreźnie) – saski polityk,  szambelan, tajny radca, dyplomata.
Poseł saski w Wiedniu (1657-58), Sztokholmie (1658-59) i na sejmie Rzeszy w Ratyzbonie (1662-1664).
Od 1660 radca stanu. jako jeden z saskich ministrów stanu pośredniczył w rozmowach pokojowych między Danią a Szwecją w 1679 roku.